# Anna (Anisja)
Anna, znana także pod imieniem monastycznym Anisja (bułg. Анна, Анисия) – pierwsza żona cara Bułgarii Iwana Asena II, w latach 1218–1221 królowa-małżonka w Bułgarii.

## Życiorys
Najprawdopodobniej Anna została zaręczona z Iwanem Asenem II, by mógł uzyskać pomoc Rusi w objęciu tronu. Pojął ją za żonę przed 1217, podczas wygrania na Ruś Halicką. Według relacji bizantyjskiego historyka Jerzego Akropolity Anna była konkubiną, a nie prawowitą żoną Iwana Asena. Bułgarski historyk Iwan Bożiłow uważa jednak, że Akropolita była niedoinformowany.
Niedługo po objęciu tronu (1218) Iwan Asen zaaranżował motywowane politycznie małżeństwo z węgierską księżniczką Anną Marią, córką króla Andrzeja II. Iwan wymógł ten związek, uniemożliwiając Węgrom przejazd przez Bułgarię w drodze powrotnej z V wyprawy krzyżowej. Po tym, jak Iwan związał się z Anną Marią, pierwsza żona Anna przeniosła się do monasteru. Jako zakonnica przyjęła imię Anisja. W późniejszych tekstach Bułgarskiego Kościoła Prawosławnego określano ją mianem prawosławnej carowej Bułgarii, choć wcześniej kościół nie uznał jej małżeństwa z carem. Iwan Asen poślubił Annę Marię dopiero w 1221, ponieważ małżeństwo wymagało osobistej zgody papieża. Pierwsza żona Anna zmarła na wygnaniu w monasterze.
Anna miała z Iwanem Asenem II dwoje dzieci: Marię Asaninę Komnenę, która wyszła za Manuela Angelosa Dukasa Komnena, oraz Biełosławę, która w latach 1234–1243 była królową-małżonką Serbii jako żona Stefana Władysława.